# Яроховский, Казимир
Казимир (Казимеж) Яроховский (пол. Kazimierz Jarochowski; 12 сентября 1829, Сокольники-Мале Великое княжество Познанское (ныне Шамотульский повет, Великопольское воеводство, Польша — 24 марта 1888, Познань) — польский юрист, историк, публицист, журналист «Дзенника Познанского», общественный деятель. Один из основателей Познанского общества друзей наук (1857).

## Биография
Ещё будучи учеником гимназии, участвовал в заговорщической деятельности против властей, за что был арестован в июле 1846 года и заключён в тюрьму на полгода. После освобождения, вернулся к учёбе, сдал выпускные экзамены и в 1847 году начал изучать право в Берлине. Через год прервал обучение и участвовал в восстании в Познани в рядах Польского академического легиона. В 1850 году получил высшее образование.

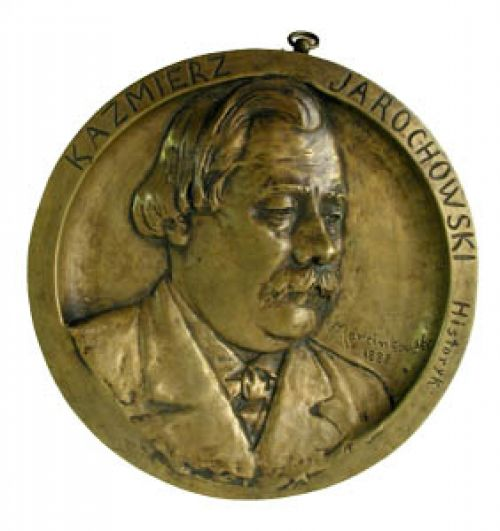

Прослужив 17 лет в прусском судебном ведомстве, посвятил себя исключительно трудам историческим и публицистическим. К. Яроховский был не только учёный, но и общественный деятель. Особенно ревностно занимался изучением эпохи саксонских королей («Dzieje panowania Augusta II od śmierci Jana III do chwili wstąpienia Karola XII na ziemię polską» (Познань, 1856); «Dzieje panowania Augusta II od wstąpienia Karola XII na ziemię polską aź do elekcji Stanisława Leszczyńskiego», (Познань, 1874). В 1887 году был избран в прусский сейм; умер год спустя.
К. Яроховский — пионер исторических исследований саксонской эпохи в Польше. Автор около 50 монографий, статей и диссертаций, посвященных XVII и XVIII векам , опубликовал в шести томах собрание документов, касающихся правления Августа II.
Его небольшие монографии собраны в «Opowiadania historyczne» (Познань, 1860), «Opowiadania i studja historyczne» (там же, 1863; Варшава, 1877; Познань, 1884), «Nowe opowiadania i studja historyczne» (Варшава, 1882), «Z czasów saskich, spraw wewnętoznych, polityki i wojny» (Познань, 1886) и др.
Важно также его сочинение «Literatura poznańska w pierwszej połowie XIX w.» (Познань, 1880). К. Яроховский не преклоняется восторженно, подобно некоторым историкам так называемой краковской школы, перед государственностью, ценит самоуправление и отличается большим объективизмом.

## Избранные сочинения
- История правления Августа II (три тома, 1697—1701 , 1702—1704 , 1704—1709) (1856—1890)
- Исторические рассказы (1860)
- Великая Польша в годы Первой Шведской войны с 1655 по 1657 год (1864)
- Дело Калькштейна 1670—1672 (1878)
- Осада Познани Паткулем. Эпизод кампании 1704 года (1879)
- Осенний поход Карла XII и Августа II 1704 года (1881)
- Новые рассказы и исторические исследования (1882)
- Из времён саксонской внутренней политики и войны (1886)